# Sarotherodon galilaeus
Sarotherodon galilaeus är en fiskart som först beskrevs av Carl von Linné 1758.  Sarotherodon galilaeus ingår i släktet Sarotherodon och familjen Cichlidae.

## Underarter
Arten delas in i följande underarter:
- S. g. galilaeus
- S. g. borkuanus
- S. g. boulengeri
- S. g. multifasciatus
- S. g. sanagaensis